# Hévízi-csatorna
A Hévízi-csatornán a Hévízi-tó vízkészlete – a tápláló források jelentős vízhozama révén –  igen gyorsan, néhány nap alatt teljesen kicserélődik.

## Leírása
A víz egy 10-12 m szélességű csatornán keresztül folyik le a tóból és 13 km megtétele előbb Keszthely nyugati határában, Úsztató-majornál a Gyöngyös-patakba, majd pedig Fenékpusztától délre a Zala-folyóba ömlik, miután az Ingó-berek nádasa megszűrte. A Hévízi-tóból kilépő meleg víz egyedi életkörülményeket teremt a csatornában, ami mind Magyarország, mind Európa-szerte egyedülálló. Az állandóan 15-20 fokos hőmérsékletű élővízet gyakran látogatják a vízimadarak: tőkés réce, kis vöcsök, kárókatonák, szürke gém, nagykócsag.
A trópusi folyókra emlékeztető növényflórát rendkívül gazdag halfauna egészíti ki, amely a környékbeli horgászok és természetbarátok ideális célpontjává teszi a csatornát. A csatorna gyógyvíze nyaranta népszerű fürdőlehetőség a helyiek és a kispénzű turisták körében, a téli hónapokban pedig az evezős sportok kedvelői tartják rajta a vizitúráikat.

## Egyéb elnevezések
Hévíz-patak, Hévízi-folyás, Hévízi-lefolyó, Meleg-ér, Hévízi-árok

## A csatornát tápláló egyéb fontosabb vízfolyások
- Óbereki-csatorna, Páhoki-csatorna, Gyöngyös-patak, Páhoki-patak
- A Balaton-berek számtalan kis csatornájának vizei a 3 fő keresztcsatornán keresztül

## Külső hivatkozások
- Békavár – „Láprekonstrukció a Hévízi-csatorna mentén”